# Domitia aenea
Domitia aenea är en skalbaggsart som först beskrevs av Charles Christopher Parry 1849.  Domitia aenea ingår i släktet Domitia och familjen långhorningar.
Artens utbredningsområde är Ghana. Inga underarter finns listade i Catalogue of Life.